# Nifedipin
A nifedipin 1,4-dihidropiridin-típusú kalcium-antagonista.
A kalcium-antagonisták gátolják a kalciumionoknak a lassú kalcium-csatornákon keresztül történő beáramlását a sejtbe.
A nifedipin elsősorban a koronáriák simaizomsejtjein és a perifériás rezisztenciaereken hat. Ennek a hatásnak a következménye vazodilatáció. A nifedipinnek terápiás dózisokban gyakorlatilag nincs közvetlen hatása a szívizomra.
A nifedipin mindenekelőtt a szív nagy koronária artériáira hat azok izomtónusának csökkentésével, ezáltal javítja a myocardiális véráramlást. A nifedipin csökkenti a perifériás ellenállást.

## Védjegyezettnevű készítmények
Corinfar (AWD Pharma)